# シリア国 (1925年-1930年)

シリア国
État de Syrie (フランス語)
دولة سوريا (アラビア語)

シリアとレバノンの地図（1926年）

シリア国（シリアこく、フランス語: État de Syrie、アラビア語: دولة سوريا）は、シリアに於けるフランスの委任統治領である。

## 解説
1924年12月5日の法令により、1925年1月1日にアレッポ国とダマスカス国が統合して成立した。尚、アラウィー派国は含まれなかった。シリア国は1922年から1925年まで存在したシリア連邦の後継国である。
1925年にシリア大反乱が発生し、1926年から翌年の1927年かけてフランス軍はこれを鎮圧、1930年5月14日に共和国宣言が行われ共和国となった。